# Валони-Роси (Изернија)
Валони-Роси је насеље у Италији у округу Изернија, региону Молизе.
Према процени из 2011. у насељу је живело 178 становника. Насеље се налази на надморској висини од 586 м.